# Rekurrent nova
Rekurrent nova kallas den stjärna vars ljusstyrka genomgår plötsliga och kataklysmiska utbrott. För att få kallas rekurrent ska novan dessutom ha genomgått två eller flera utbrott i historisk tid. Även klassiska novor kan genomgå flera utbrott men med tidsintervall av 10 000 till 1 000 000 år, medan rekurrenta novor har utbrott med kortare tidsintervall och i extrema fall kan ha utbrott med endast något tiotal års mellanrum.
Liksom andra kataklysmiska variabler består den rekurrenta novan av en dubbelstjärna, där komponenterna ligger i varandras närhet och där den ena komponenten vanligtvis är en vit dvärg och den andra är en röd jätte.
Rekurrenta novor är tämligen sällsynta och bara ungefär tio objekt är kända i Vintergatan. Den typiska rekurrenta novan ökar i ljusstyrka ungefär 8,6 magnituder, medan klassiska novor ökar med mer än 12 magnituder.

## Kända galaktiska rekurrenta novor
| Namn                   | Upptäckare             | Magnitud Omfång | Dygn för avklingande 3 magnituder från max | Kända utbrott                                  |
| ---------------------- | ---------------------- | --------------- | ------------------------------------------ | ---------------------------------------------- |
| CI Aquilae             | Karl Wilhelm Reinmuth  | 8,6–16,3        | ?                                          | 2000, 1941, 1917                               |
| V394 Coronae Australis | Luis Enrique Erro      | 7,2–19,7        | ?                                          | 1987, 1949                                     |
| T Coronae Borealis     | John Birmingham        | 2,0–10,8        | 6                                          | 1946, 1866                                     |
| IM Normae              | Ida E. Woods           | 8,5–18,5        | ?                                          | 2002, 1920                                     |
| RS Ophiuchi            | Williamina Fleming     | 4,3–12,5        | 14                                         | 2021, 2006, 1985, 1967, 1958, 1933, 1898       |
| V2487 Ophiuchi         | Kesao Takamizawa       | 9,5–17,5        | ?                                          | 1998, 1900                                     |
| T Pyxidis              | Henrietta Swan Leavitt | 6,4–15,5        | 62                                         | 2011, 1967, 1944, 1920, 1902, 1890             |
| V3890 Sagittarii       | Harriet Dinerstein     | 8,1–18,4        | ?                                          | 2019, 1990, 1962                               |
| U Scorpii              | Norman Robert Pogson   | 7,5–19,3        | 2,6                                        | 2010, 1999, 1987, 1979, 1936, 1917, 1906, 1863 |
| V745 Scorpii           | L. Plaut               | 9,4–19,3        | ?                                          | 2014, 1989, 1937                               |